# 차이잉펑
차이잉펑(중국어: 蔡英峰, 1983년 5월 26일 ~ )은 전 라뉴 베어스의 투수이다. 2009년 중화 직업봉구 대연맹 승부조작 사건에 연루되어 2009년 CPBL에서 영구 제명당했다.